# Glider Ushñahua Huasanga
Glider Agustín Ushñahua Huasanga (Pucallpa, 26 de septiembre de 1968-Pucallpa, 16 de abril de 2020) fue un abogado y político peruano, congresista de la república en representación de Ucayali entre el 27 de julio de 2016 y el 30 de septiembre de 2019.

## Biografía
Nació en Pucallpa el 26 de septiembre de 1968. Cursó sus estudios primarios en su ciudad natal y Puerto Esperanza, en la provincia de Purús a orillas del río Purús, y los secundarios en Pucallpa. 
En 1989 se mudó a la ciudad de Huánuco donde realizó sus estudios superiores de derecho en la Universidad de Huánuco titulándose en 1999. Estudió una maestría en gestión pública en la Universidad Continental.
El año 2007 fue juez de paz letrado del distrito de Nauta, provincia y departamento de Loreto y entre el 2015 y 2016 fue decano del Colegio de Abogados de Ucayali.

### Carrera política
De 2005 a 2015 fue miembro del partido Acción Popular.
En 2016 postuló con Fuerza Popular al Congreso Nacional por el departamento de Ucayali obteniendo la representación con el 12 234 votos preferenciales para el periodo 2016-2021. Sin embargo, tras la disolución del Congreso, decretada por el presidente Martín Vizcarra, su cargo parlamentario expiró el 30 de septiembre de 2019.

### Fallecimiento
Falleció el 16 de abril de 2020 en el hospital EsSalud de Pucallpa por problemas respiratorios a causa del COVID-19 a los 51 años de edad. Su deceso se produjo luego de que diera negativo en una prueba rápida y se le negara atención inmediata en el Hospital Regional de Pucallpa y en el Hospital Amazónico de Yarinacocha.